# Sowjetischer Ehrenfriedhof (Burg)

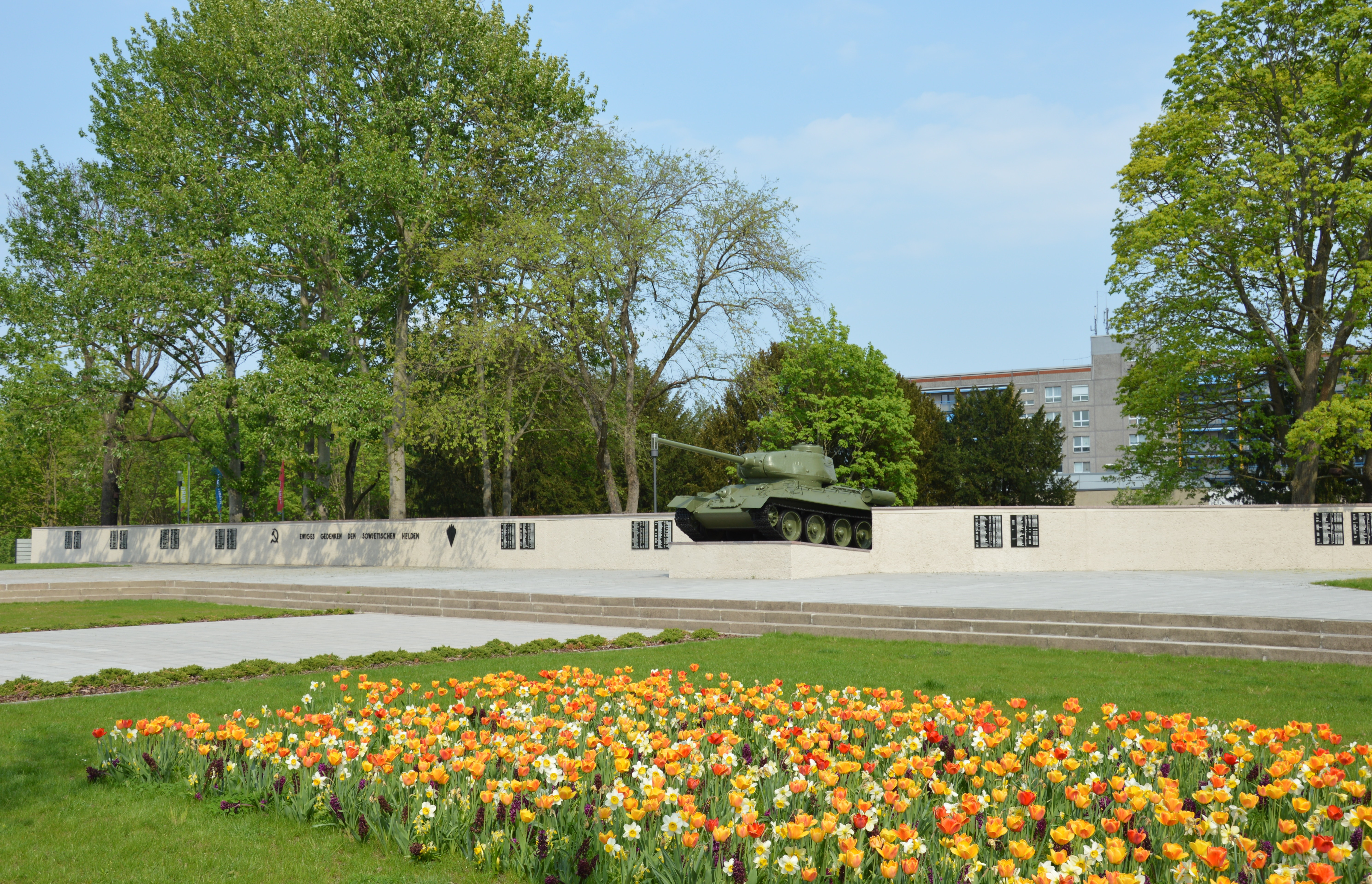
Sowjetischer Ehrenfriedhof, 2018

Der Sowjetische Ehrenfriedhof ist ein denkmalgeschützter sowjetischer Friedhof für im Zweiten Weltkrieg gefallene sowjetische Soldaten in Burg (bei Magdeburg) in Sachsen-Anhalt.

## Lage
Er befindet sich nördlich der Kirchhofstraße hinter der Burger Schwimmhalle, nordwestlich der Burger Innenstadt. Etwas westlich des Friedhofs befindet sich ein deutscher Soldatenfriedhof.

## Gestaltung und Geschichte
Der Ehrenfriedhof wurde in den 1970er Jahren für 369 sowjetische Bürger auf dem damaligen Westfriedhof Burgs angelegt, die als Soldaten während der Kämpfe im Frühjahr 1945 in der Region fielen oder als Zwangsarbeiter bzw. Kriegsgefangene verstarben. Auch nach 1945 Verstorbene sind hier beigesetzt. Auf dem Friedhof befindet sich ein in Form einer Mauer angelegtes Ehrenmal, an dem auf Tafeln die Namen der Verstorbenen in Kyrillischer Schrift sowie Lebensdaten vermerkt sind.
An zentraler Stelle befindet sich als Symbol für den Sieg ein sowjetischer Panzer. Im Zuge der Vorbereitung der Landesgartenschau Burg (bei Magdeburg) 2018 wurde die Anlage gemeinsam mit dem deutschen Soldatenfriedhof für 300.000 € saniert und in das Gartenschaugelände einbezogen. Bei der Sanierung wurde auch die Zahl der Personen erhöht, an die mit Gedenktafeln erinnert wird. So wird nun namentlich 539 sowjetischer Verstorbener sowie 13 Unbekannter Sowjetbürger gedacht. Die Wiedereinweihung erfolgte in Anwesenheit des Burger Bürgermeisters Jörg Rehbaum, des sachsen-anhaltischen Innenministers Holger Stahlknecht, dem Vertreter der russischen Botschaft Alexandr Gribovskii und des Landesvorsitzenden der Kriegsgräberfürsorge Dieter Steinecke. Außerdem hielt ein evangelischer Pfarrer eine Fürbitte. Ein russisch-orthodoxer Pfarrer segnete das Grabmal.
Im örtlichen Denkmalverzeichnis ist das Ehrenmal unter der Erfassungsnummer 094 05528 als Baudenkmal verzeichnet.